# Urleasca, Brăila
Urleasca este un sat în comuna Traian din județul Brăila, Muntenia, România.
La sfârșitul secolului al XIX-lea, satul Urleasca era reședința comunei Urleasca din plasa Călmățui a județului Brăila, având în componență satele Esna, Burta Encii, Burdujani, Urleasca și Scheaua (astăzi, Căldărușa), cu 1182 de locuitori. În comună funcționau o școală înființată în 1860 și o biserică zidită în 1861.
În 1925, comuna Urleasca era inclusă în plasa Ianca a aceluiași județ și avea în compunere satele Esna, Căldărușa și Urleasca, cu 1767 de locuitori.
În 1950, ea a fost inclusă în raionul Brăila din regiunea Galați. În 1968, a redevenit parte a județului Brăila, reînființat, dar a fost imediat desființată și inclusă în comuna Traian.